# Bandera de Santander (Colombia)
La Bandera de Santander es el principal símbolo oficial del departamento colombiano de Santander. Fue creada y adoptada por decreto n.º 579 de 1972, con firma del entonces Gobernador Jaime Trillos Novoa. Aunque Santander tuvo su propia bandera como parte de los Estados Unidos de Colombia, estos símbolos se volvieron obsoletos una vez que la federación fue disuelta y los Estados Soberanos pasaron a llamarse Departamentos.
La bandera decretada en 1972 contenía tan solo 5 estrellas, que representaban las provincias históricas que conformaron el departamento de Santander en 1886: García Rovira, San Gil, Socorro, Soto y Vélez. A finales del año 2003 se aumentó el número de estrellas a 6, cada una de ellas por las provincias de ese entonces: Soto, Vélez, García Rovira, Guanentá, Comunera y Mares.
Mediante el decreto n.º 254 del 1 de septiembre de 2006 se modifica el artículo 2.º del decreto n.º 579 de 1972 en lo pertinente a las estrellas, cuyo número se aumentó a 8, cada una de ellas en representación de los ocho Núcleos de Desarrollo Provincial del Departamento.
La ordenanza n.º 8 del 30 de mayo de 2008 al eliminar los Núcleos de Desarrollo Provincial, deroga tácitamente las modificaciones introducidas a la bandera mediante el Decreto n.º 254 del 1 de septiembre de 2006. 
Con la ordenanza n.º 09 de 2019 se incrementó el número de provincias a siete (Soto Norte, Vélez, García Rovira, Guanentá, Comunera, Yariguíes y Metropolitana), por lo que se le agregó una estrella más a la bandera y al escudo del departamento.

## Disposición y significado de los colores
La Bandera consta de una franja vertical de color rojo y otras cinco de forma horizontal, de colores verde, amarillo y negro. Las franjas verdes tienen un tercio de ancho cada una, mientras la amarilla es cortada por una franja negra de un tercio de ésta. El decreto de 1972 establece que la bandera tiene dos tercios de ancho en relación con su longitud.
El significado de los colores es el siguiente:
- La barra roja simboliza la nobleza y su orientación vertical el heroísmo de la raza de Santander.

- Las siete estrellas de plata (blancas) son representación de las Provincias que constituyen el territorio: Soto, Vélez, García Rovira, Guanentá, Comuneros, Yariguíes y Metropolitana.

- El verde heráldico denota la firme lealtad, la constancia y la esperanza de los pobladores que labrando la tierra la han fecundado y engrandecido con su esfuerzo.

- Las vetas de oro y negro, las riquezas naturales del suelo y en especial las ricas explotaciones auríferas que se remontan al comienzo de la colonización, al igual que sus yacimientos de hulla y petróleo respectivamente.

## Banderas históricas

Bandera del Estado Soberano de Santander en 1857.
Bandera del Estado Soberano de Santander en 1863.
Bandera de Santander de 1972 hasta 2004.
Bandera de Santander de 2004 hasta 2007.
Bandera de Santander de 2008 hasta 2019.